# إيرك كينج
إيرك كينج (بالإنجليزية: Erik King) هو ممثل أمريكي بدأ مسيرته الفنية عام 1983.

## الأعمال

### أفلام
- قانون
- سي إس آي: ميامي
- المسحورات
- مالكوم في الوسط
- الكنز الوطني
- أميرة الثلج
- ديكستر

## وصلات خارجية
- إيرك كينج على موقع IMDb (الإنجليزية)
- إيرك كينج على موقع ألو سيني (الفرنسية)
- إيرك كينج على موقع أول موفي (الإنجليزية)
- إيرك كينج على موقع قاعدة بيانات الأفلام السويدية (السويدية)
- إيرك كينج على موقع قاعدة بيانات الفيلم (الإنجليزية)
- إيرك كينج على موقع كينوبويسك (الروسية)